# Augusta Clark
Augusta «Gussie» Clark (5 de marzo de 1932-13 de octubre de 2013) fue una bibliotecaria, abogada y política estadounidense. Clark fue elegida para un escaño en el Consejo de la ciudad de Filadelfia en 1979, convirtiéndose en la segunda afroamericana en ocupar un cargo en el consejo de la ciudad. —Ethel D. Allen , que estuvo en el cargo desde 1972 hasta 1979, fue la primera concejal afroamericana de Filadelfia—, Clark sirvió en el Concejo Municipal de Filadelfia desde 1980 hasta su jubilación en el 2000.

## Biografía

### Primeros años
Clark nació Augusta Alexander el 5 de marzo de 1932, en Uniontown, Alabama. Pasó su infancia en Fairmont, Virginia Occidental, y obtuvo su título de licenciatura de West Virginia State College, ahora conocida como la Universidad Estatal de Virginia Occidental. Conoció a su futuro esposo, Leroy W. Clark, mientras ambos eran estudiantes en West Virginia State, aunque no se casaron hasta 1960, cuando ambos vivían en Filadelfia, Pensilvania. Ella se mudó a Filadelfia después de la universidad por razones profesionales, y fue miembro de la Bright Hope Baptist Church desde 1954 hasta 2013.

### Carrera
Clark se trasladó a Filadelfia cuando la contrataron como asistente en la desaparecida revista Color,  que se basó en la revista Life, estaba dirigida a lectores afroamericanos. Sin embargo, Color cerró. Clark se convirtió en una estudiante graduada en la Universidad Drexel poco después del cierre de la revista, donde recibió un máster en biblioteconomía. Trabajó como bibliotecaria en Filadelfia. Clark se matriculó en la Escuela de Derecho James E. Beasley cuando tenía 39 años y obtuvo su título de derecho.
Trabajó en la campaña electoral de William H. Gray, quien fue elegido para la Cámara de Representantes de los Estados Unidos en 1978. La comunidad de Filadelfia y las figuras políticas la animaron a presentarse para un escaño en el Concejo Municipal de Filadelfia el año siguiente. Augusta Clark fue elegida como concejala demócrata en 1979, convirtiéndose en la segunda mujer afroamericana en formar parte del concejo municipal.
Sirvió en el Consejo de la Ciudad de Filadelfia, representando un escaño de toda la ciudad, de 1980 a 2000. Se convirtió en la presidenta del Comité de Educación del consejo durante doce años. Era conocida como una defensora vocal del Distrito Escolar de Filadelfia. Se oponía a los vales escolares, argumentando que el programa eliminaría dinero del sistema de escuelas públicas.  Clark se alió con el entonces Presidente del Concejo Municipal de Filadelfia, John F. Street, para aprobar un impuesto sobre el alcohol del 10 %, que se utilizó como una fuente adicional de ingresos para las escuelas públicas. Clark presidió el Comité de Propiedad Pública y Obras Públicas y sirvió como «látigo» de la mayoría demócrata por un tiempo.
Se retiró del consejo de la ciudad en el 2000. En una entrevista en ese mismo año con el Philadelphia Inquirer, Clark explicó que sentía que era el momento adecuado para retirarse y dijo: «Creo que el cargo elegido es como el póker... que se tiene que saber cuándo sostenerlo y saber cuándo doblarlo. Y cuándo sientes que has acumulado un cuerpo de trabajo que te satisface».
Augusta Clark murió en el Centro Médico Lankenau en Wynnewood, Pennsilvania, el 13 de octubre de 2013, a la edad de 81 años.